# Arthur Liebehenschel
Arthur Liebehenschel (Posen, 25 november 1901 – Krakau, 24 januari 1948) was een Duitse SS-Obersturmbannführer en een van de commandanten van het concentratiekamp Auschwitz.
Liebehenschel werd geboren in Posen, het tegenwoordige Poznań in Polen. Hij was lid van de NSDAP (nr. 932 766) en de SS (nr. 39 254) (lid geworden 1 februari 1932). Van november 1943 tot mei 1944 was hij commandant van het Stammlager Auschwitz I.
Hij werd ter dood veroordeeld op 22 december 1947 door het Najwyższy Trybunał Narodowy in Krakau - het tribunaal dat belast was met misdaden die in Polen waren begaan door Nazi-Duitsland - waar hij een maand later werd opgehangen.

## Militaire loopbaan
- Feldwebel:
- Sanitäts Oberfeldwebel:[5] 1919
- SS-Mann: 1 februari 1932[4]
- SS-Untersturmführer: 9 november 1933[6]
- SS-Obersturmführer: 15 juni 1934[6]
- SS-Hauptsturmführer: 9 november 1934[6]
- SS-Sturmbannführer: 12 september 1937[7]
- SS-Obersturmbannführer: 30 januari 1941[3][8]

## Decoraties
- Kruis voor Oorlogsverdienste, 1e klasse  en 2e klasse met Zwaarden[9]
- Ehrendegen des Reichsführers-SS[3][9]
- SS-Ehrenring[3][9]